# Battarrea phalloides
Battarrea phalloides är en svampart som först beskrevs av Dicks., och fick sitt nu gällande namn av Christiaan Hendrik Persoon 1801. Battarrea phalloides ingår i släktet Battarrea och familjen Agaricaceae.   Inga underarter finns listade i Catalogue of Life.

## Källor

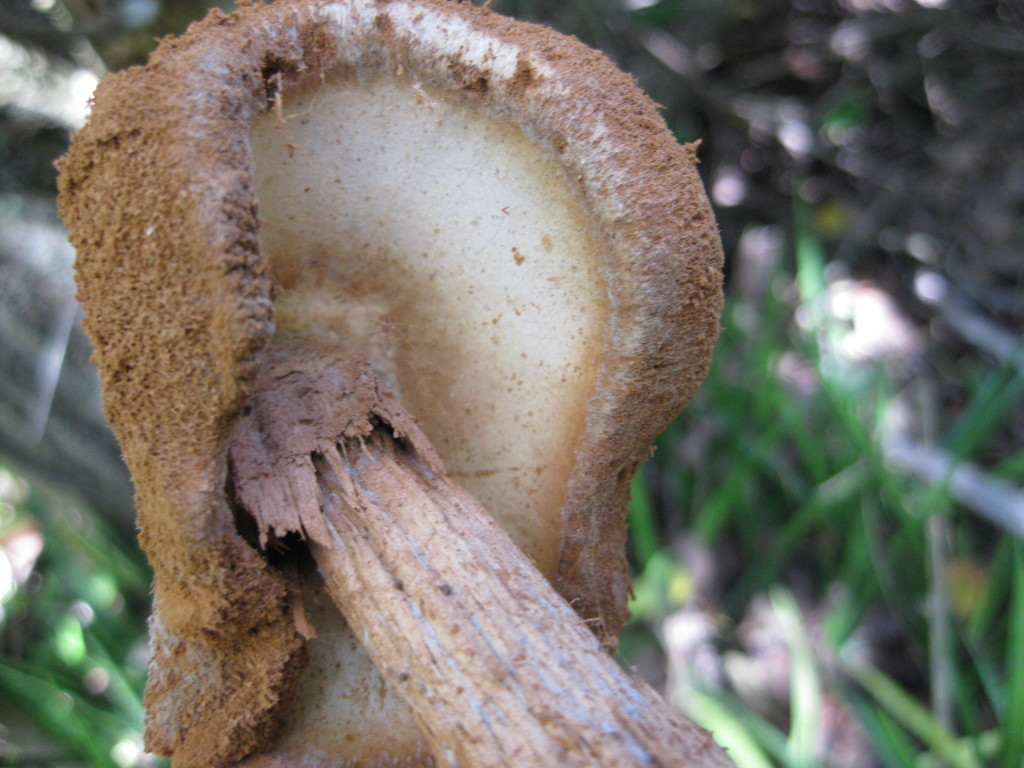
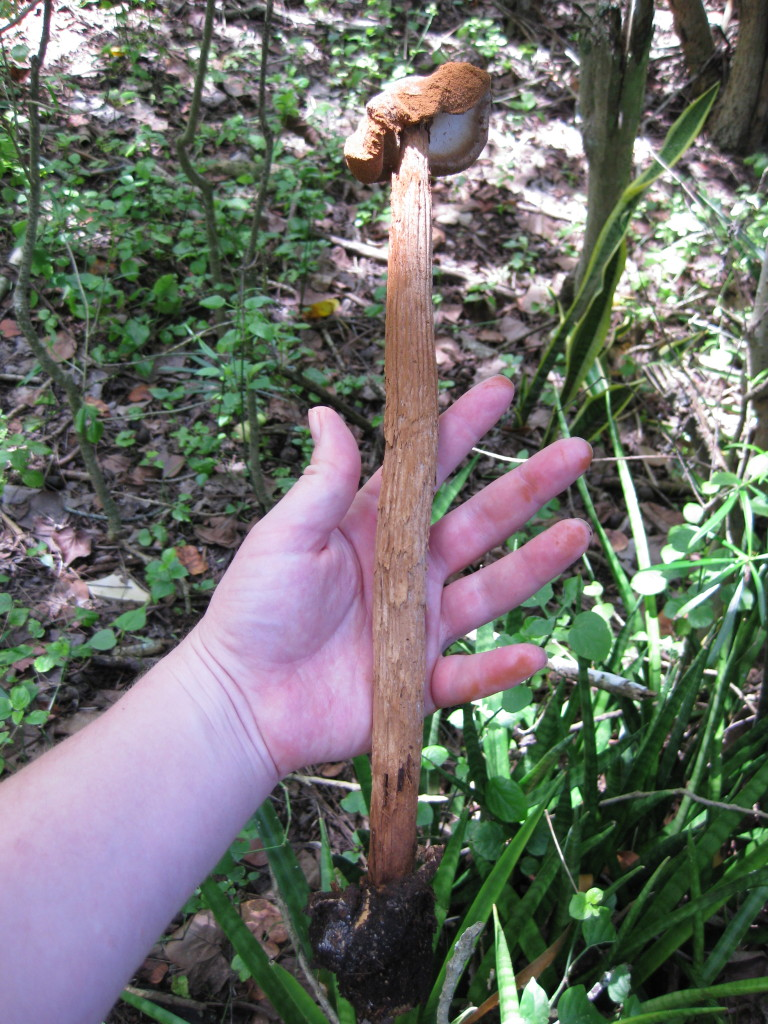